# Joey Jones
Joey Jones   (Llandudno, 4 de març de 1955 - 22 de juliol de 2025) va ser un futbolista gal·lès de la dècada de 1980. Fou 72 cops internacional amb la selecció de Gal·les entre 1975 i 1986. Pel que fa a clubs, defensà els colors del Wrexham, Liverpool FC, Chelsea FC i Huddersfield Town.

## Palmarès
Wrexham
- Welsh Cup (1): 1974-75

Liverpool FC
- Football League First Division (1): 1976-77
- Copa d'Europa de futbol (2): 1976-77, 1977-78
- Copa de la UEFA (1): 1975-76
- Supercopa d'Europa de futbol (1): 1977

Chelsea FC
- Football League Second Division (1): 1983-84